# William R. Anderson
Pour les articles homonymes, voir Anderson.
William Robert Anderson (Bakerville, Tennessee, 17 juin 1921-Leesburg (Virginie), 25 février 2007), est un officier de l'United States Navy et un homme politique américain, membre de chambre des représentants des États-Unis pour le Tennessee de 1965 à 1973.

## Biographie

### L'officier de marine
Fils d'un entrepreneur en bois de construction, il entre dans la Columbia Military Academy de Columbia (Tennessee) en 1838 puis intègre l'année suivante l'Académie navale d'Annapolis. Il participe à la Seconde Guerre mondiale sur des sous-marins et y obtient la Bronze Star.
Il se marie en 1949 puis fait la guerre de Corée et devient professeur à l’École des sous-mariniers de New London. L'amiral Hyman George Rickover le remarque et le convoque en janvier 1956 à Washington pour prendre part à une mission secrète. Il est alors nommé à la Branche navale des réacteurs (NRB) commandée par Rickover.
En juin 1957, il reçoit le commandement du sous-marin atomique Nautilus mais n'est pas informé du but de sa mission et ne l'apprend qu'au moment d'embarquer à San Francisco : il doit passer sous la calotte glaciaire arctique du Pacifique à l'Atlantique et ainsi passer le pôle Nord.
Anderson prend ainsi la mer le 19 août 1957. Le 30, il entre en contact avec le sous-marin de soutien Trigger au large de l'île Jan Mayen. Le 1er septembre, il plonge de nouveau et entre sous la banquise mais une tentative de remontée dans une polynie se solde par un violent choc qui brise le périscope no 2 et endommage le no 1. En une demi-journée, les soudeurs parvient à réparer les périscopes et le Nautilus peut replonger. Le sous-marin atteint 87° N mais les deux compas électroniques Mark 19 se dérèglent et il doit encore remonter. Décision est prise de revenir à la base. À son retour Anderson est envoyé à Washington pour y étudier la possibilité de naviguer par le pôle.
De nouvelles recherches sont alors entreprises avec de nouveaux instruments de navigation et le Nautilus reprend la mer le 22 avril 1958 pour passer par le canal de Panama. Un incendie se déclare à bord mais est rapidement éteint. Près de Seattle, un des membres d'équipage meurt d'une hémorragie cérébrale. Anderson reconnaît l'Alaska où sont embarqués secrètement le docteur Waldo K. Lyon (en) et son adjoint Rex Rowray. Parti de Seattle le 9 juin, le Nautilus arrive aux îles Diomède le 17 juin où la banquise est rencontrée. Le sous-marin s'engage sous un iceberg qu'il a de grandes difficultés à passer. Il doit finalement faire marche arrière et le 18 juin, Anderson annonce par code l'échec de la mission. Il regagne alors Pearl Harbor.
À son retour à Washington, Anderson obtient que son lieutenant Shep Jenks soit envoyé en Alaska pour des reconnaissances aériennes. Le 21 juillet, le Nautilus repart et rejoint le détroit de Béring le 29. Il se dirige alors vers point Barrow pour trouver des hauts fonds. Les sondeurs découvrent ainsi de nouveaux fonds et des chaînes sous-marines. Enfin, le 3 août, le pôle Nord est atteint à 23 h 15 minutes. Le 5 août, le Nautilus refait surface au nord-est du Groenland. Anderson annonce le succès de l’opération. Une station du Japon capte le message et le transmet à Washington.
Anderson est reçu par Dwight Eisenhower à la Maison-Blanche et la ville de New York fête ses héros avec une grande parade.

### L'homme politique
Après sa retraite de la Marine, Anderson s'engage en politique. Il monte en 1962 une campagne indépendante pour devenir gouverneur du Tennessee et termine deuxième derrière l'ancien gouverneur démocrate Frank G. Clement (en).
En 1964 , il participe à la primaire démocrate pour remplacer le représentant du sixième district, Ross Bass (en), qui se présentait au sénat américain pour terminer le mandat de Estes Kefauver, décédé et gagne les élections. Il sera réélu par trois fois mais recevra mois de 70 % des voix en 1968 lorsque Richard Nixon gagnera l’État.
Anderson s'est avéré assez libéral. Après une tournée dans le sud du Vietnam en juin 1970, il rédie avec son homologue démocrate Augustus F. Hawkins (en) une résolution de la Chambre exhortant le Congrès à « condamner le traitement cruel et inhumain » des prisonniers au Sud-Vietnam. Ils ont également fait pression sur le président Nixon pour qu'il envoie un groupe de travail indépendant pour enquêter sur la prison de Côn Son dont ils avaient observé toute l'inhumanité.
Non réélu en 1973 à cause de manœuvres politiques de Nixon, Anderson se retire de la vie publique et sert comme officier à la Public Office Corporation.

## Récompenses et distinctions
Il a reçu les récompenses suivantes :
|  |                                                                     |  |                           |
|  |                                                                     |  |                           |
|  |                                                                     |  | Bronze star               |
|  | Silver star · Bronze star · Bronze star · Bronze star · Bronze star |  | Bronze star               |
|  |                                                                     |  | Bronze star · Bronze star |
|  |                                                                     |  |                           |

| Submarine Warfare insignia       |                         |                                                        |                                            |                                               |
| 1er rang                         |                         | Legion of Merit                                        | Legion of Merit                            |                                               |
| 2e rang                          | Bronze Star Medal       | Navy and Marine Corps Commendation Medal               | Presidential Unit Citation avec "N" devise | American Defense Service Medal avec étoile    |
| 3e rang                          | American Campaign Medal | Asiatic-Pacific Campaign Medal avec neuf Services star | World War II Victory Medal                 | National Defense Service Medal avec étoile    |
| 4e rang                          | Korean Service Medal    | Korean Presidential Unit Citation                      | Médaille des Nations unies pour la Corée   | Philippine Liberation Medal avec deux étoiles |
| Submarine Combat Patrol insignia |                         |                                                        |                                            |                                               |

## Publication
- avec C. Blair Jr., Nautilus 90° nord, Arthaud, 1959